# Symphonie no 75 de Joseph Haydn

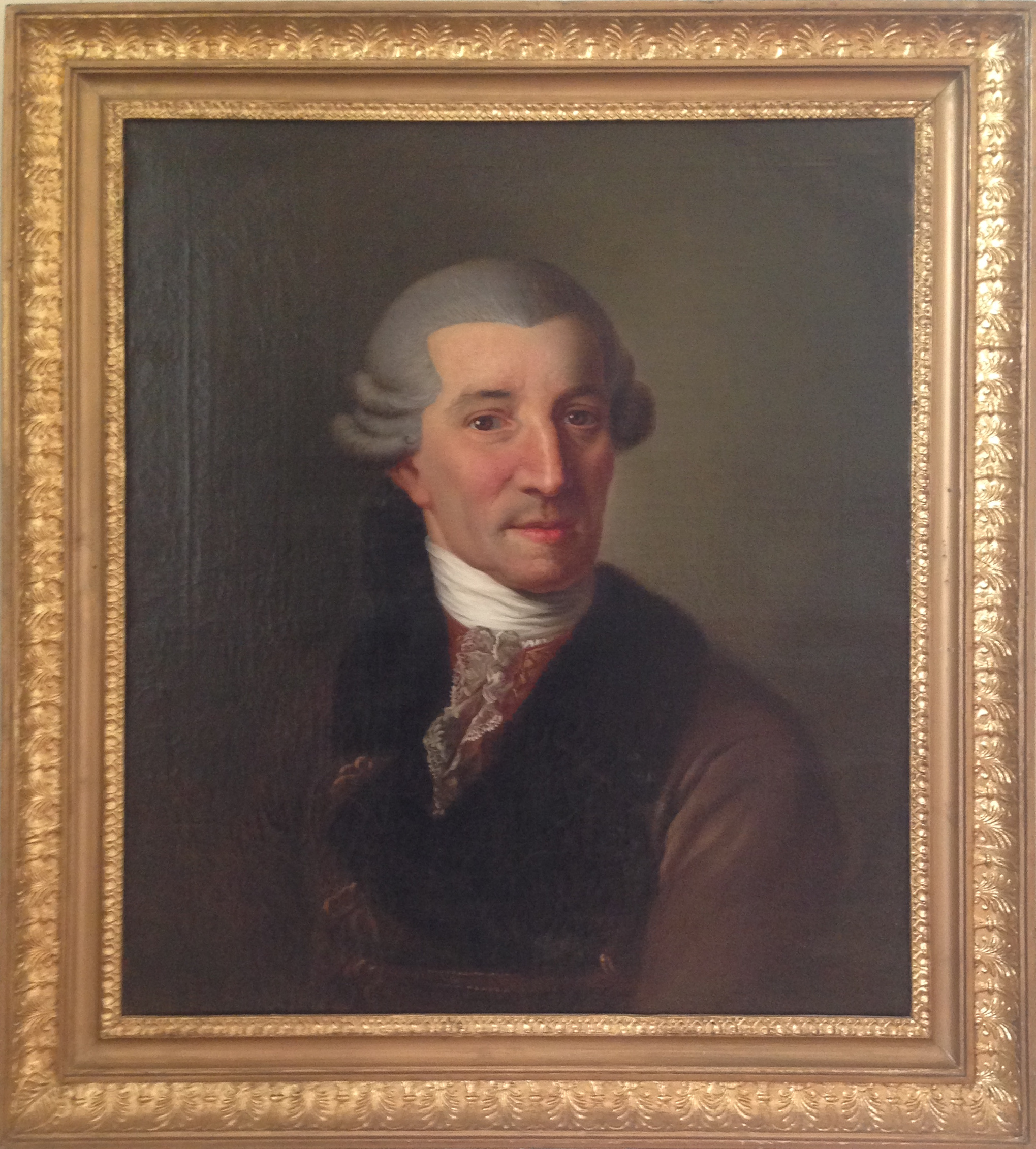
Joseph Haydn

La Symphonie no 75 en ré majeur Hob. I:75 est une symphonie du compositeur autrichien Joseph Haydn. Composée entre 1779 et 1781, elle comporte quatre mouvements.

## Analyse de l'œuvre
1. Grave - Presto
2. Poco adagio
3. Menuet
4. Vivace

Durée approximative : 25 minutes.

## Instrumentation
- une flute, deux hautbois, un basson, deux cors, cordes.